# Nasaf Qarshi Football Club
Il Nasaf Qarshi Football Club (in russo Насаф Карши футбольного клуба?) è una società calcistica di Karshi, Uzbekistan. Attualmente gioca nella Oʻzbekiston Professional Futbol Ligasi, la massima divisione del campionato nazionale.
Ha vinto un campionato uzbeko, 4 Coppe dell'Uzbekistan, 2 Supercoppe dell'Uzbekistan e una Coppa dell'AFC.

## Storia

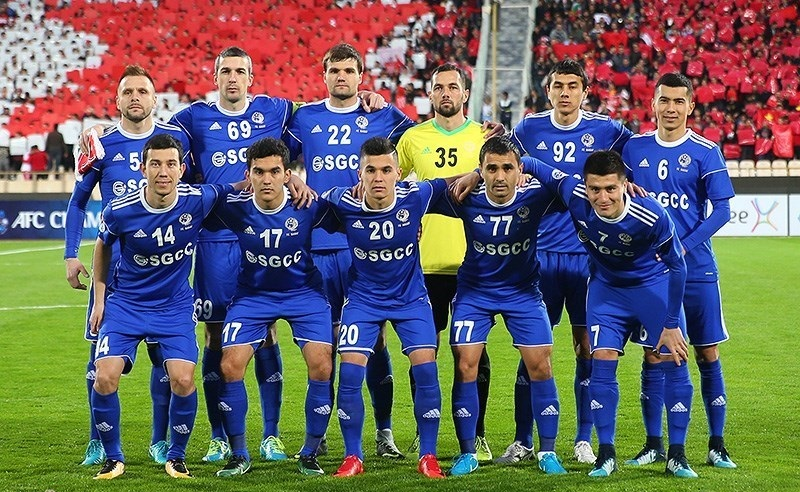

Il Nasaf è uno dei migliori club di calcio in Uzbekistan. Viene spesso indicato come un dei club della  Top 350 nella IFFHS. Ha rappresentato l'Uzbekistan in tornei continentali dove il suo miglior risultato è stato di raggiungere le semifinali nel Campionato d'Asia per club 2002 prima del lancio della nuova AFC Champions League. Il 13 gennaio 2012, L'IFFHS ha pubblicato la 'Top 350 e il Nasaf Qarshi è stato posto nella posizione numero 98
Il 3 marzo 2012 IFFHS ha pubblicato il suo ranking dei Top 400 club (1 ° marzo 2011 - 29 feb 2012), dove il Nasaf ha condiviso l'89º posto con il BATĖ Borisov

### Ristrutturazione del 2010
Nel 2010, il club ha acquistato un certo numero di giocatori e ha cambiato la sua squadra in modo significativo così come l'allenatore. Inoltre, la sede principale del club è stata ricostruita alla fine della stagione 2008-2009. Il capo allenatore Viktor Kumykov è stato licenziato dopo che il team è stato sconfitto dai suoi avversari principali il FC Bunyodkor e il FC Pakhtakor. Il 10 agosto 2010, Anatoliy Demyanenko, ex giocatore dell'anno in URSS ed ex manager della Dinamo Kiev, è stato introdotto come nuovo allenatore durante la pausa del primo turno della stagione 2009 - 2010. Nasaf nomina Anatoliy Demyanenko come capo allenatore.
Nella stagione 2011 il Nasaf Qarshi ha rappresentato il paese nella AFC Cup e la fase a gironi è finito con ottimo risultato con sei vittorie consecutive, grazie alla vittoria contro l'Al Tilal nella ultima partita della fase a gironi Nel mese di marzo e aprile il Nasaf è rimasto imbattuto per 12 partite, vincendone 10 e pareggiandone 2. Il 29 ottobre 2011 il Nasaf ha vinto contro il Kuwait SC per 2-1 ed è diventata la prima squadra del Uzbekistan a vincere la AFC Cup. Nella Oʻzbekiston Professional Futbol Ligasi il club è arrivato secondo, grazie alla vittoria all'ultimo minuto contro il FC Pakhtakor Tashkent
Nel 2024 ha vinto per la prima volta il campionato uzbeko. 

## Stadio
Il Nasaf gioca le partite nel Qarshi Stadium costruito nel 2006. La prima partita si è tenuta tra il Nasaf Qarshi e il Uz-Dong-Ju Andijon l'8 agosto 2008. Lo stadio ha ospitato la finale della AFC Cup il 29 novembre 2011.

## Palmarès

### Competizioni nazionali
- Campionato uzbeko: 1

2024
- Coppa dell'Uzbekistan: 4

2015, 2021, 2022, 2023
- Supercoppa dell'Uzbekistan: 3

2016, 2023, 2025

### Competizioni internazionali
- Coppa dell'AFC: 1

2011

### Altri piazzamenti
- Campionato uzbeko:

Secondo posto: 2011, 2017, 2020, 2023
Terzo posto: 2000, 2001, 2005, 2006, 2009, 2010, 2013, 2014, 2015, 2016
- Coppa d'Uzbekistan:

Finalista: 2003, 2011, 2012, 2013, 2016
Semifinalista: 2020
- Supercoppa dell'Uzbekistan:

Finalista: 2021
- AFC Champions League:

Semifinalista: 2001-2002
- Coppa dell'AFC:

Finalista: 2021

## Organico

### Rosa 2018
Aggiornata al 15 gennaio 2018.
| N. |                       | Ruolo | Calciatore            |
| -- | --------------------- | ----- | --------------------- |
| 1  | Uzbekistan (bandiera) | P     | Umidjon Ergashev      |
| 4  | Uzbekistan (bandiera) | D     | Maksud Karimov        |
| 5  | Uzbekistan (bandiera) | D     | Golib Gaybullaev      |
| 6  | Uzbekistan (bandiera) | C     | Azizjon Ganiev        |
| 7  | Uzbekistan (bandiera) | C     | Odiljon Hamrobekov    |
| 8  | Uzbekistan (bandiera) | C     | Sirojiddin Kuziyev    |
| 10 | Uzbekistan (bandiera) | C     | Dilshod Rahmatullayev |
| 11 | Uzbekistan (bandiera) | A     | Dilshod Khushbakov    |
| 14 | Uzbekistan (bandiera) | C     | Sharof Mukhiddinov    |
| 15 | Uzbekistan (bandiera) | C     | Dilshod Saitov        |
| 18 | Uzbekistan (bandiera) | C     | Sanzhar Rashidov      |

| N. |                       | Ruolo | Calciatore         |
| -- | --------------------- | ----- | ------------------ |
| 20 | Uzbekistan (bandiera) | C     | Islom Kenjabaev    |
| 21 | Tagikistan (bandiera) | C     | Jahongir Aliev     |
| 22 | Russia (bandiera)     | D     | Igor Golban        |
| 27 | Uzbekistan (bandiera) | C     | Islom Rashidkhanov |
| 31 | Uzbekistan (bandiera) | D     | Saidulla Rakhmatov |
| 35 | Uzbekistan (bandiera) | P     | Sanjar Kuvvatov    |
| 38 | Uzbekistan (bandiera) | C     | Doniyor Narzullaev |
| 45 | Uzbekistan (bandiera) | A     | Bobir Abdixoliqov  |
| 55 | Serbia (bandiera)     | D     | Slavko Lukić       |
| 69 | Serbia (bandiera)     | A     | Dragan Ćeran       |
| 77 | Uzbekistan (bandiera) | C     | Jasur Hasanov      |
| 92 | Uzbekistan (bandiera) | D     | Umar Eshmuradov    |

## Staff Tecnico
| Posizione            | Nome                 |
| -------------------- | -------------------- |
| Manager              | Usmon Toshev         |
| Vice-Allenatore      | Ruzikul Berdiev      |
| Allenatore Portierio | Vyacheslav Bogodelov |
| Dottore              | Sergei Derepovskiy   |
| Magazziniere         | Valijon Normatov     |
| Massaggiatore        | Khamza Mavlonov      |
| Massaggiatore        | Shavkat Eryemin      |

## Direzione Amministrativa
| Ruolo               | Nome                |
| ------------------- | ------------------- |
| Presidente          | Alisher Sultonov    |
| Vicepresidente      | Abdurashid Pardaev  |
| Direttore Generale  | Shamil Yarulin      |
| Direttore Sportivo  | Ni Vitaliy          |
| Direttore Esecutivo | Kontstantin Novikov |
| Responsabile Media  | Aziz Nurov          |

## Risultati nella Uzbek League
| Stagione | Div. | Pos. | Pl. | W  | D | L  | GS | GA | P  |
| -------- | ---- | ---- | --- | -- | - | -- | -- | -- | -- |
| 2005     | 1°   | 3    | 26  | 16 | 3 | 7  | 50 | 31 | 51 |
| 2006     | 1°   | 3    | 30  | 20 | 4 | 4  | 63 | 33 | 70 |
| 2007     | 1°   | 6    | 30  | 13 | 5 | 12 | 43 | 43 | 44 |
| 2008     | 1°   | 9    | 30  | 10 | 5 | 15 | 28 | 36 | 35 |
| 2009     | 1°   | 3    | 30  | 16 | 7 | 7  | 47 | 27 | 55 |
| 2010     | 1°   | 3    | 26  | 13 | 7 | 6  | 30 | 20 | 46 |
| 2011     | 1°   | 2    | 26  | 15 | 8 | 3  | 43 | 15 | 53 |

## Performance nelle competizioni AFC
- AFC Champions League: 1 apparizione

2012: Fase a Girone
- Campionato d'Asia per club: 1 apparizione

2002: Semifinali
- AFC Cup: 3 apparizioni

2010: Secondo Turno
2011: Vincitore
2012: Ottavi di Finale

## Allenatori
| Nome                | Naz                   | Periodo |
| ------------------- | --------------------- | ------- |
| Victor Borisov      | Uzbekistan (bandiera) | 1997-98 |
| Victor Makarov      | Uzbekistan (bandiera) | 1998-99 |
| Bakhodir Davlatov   | Uzbekistan (bandiera) | 2000-04 |
| Oleh Morozov        | Ucraina (bandiera)    | 2005    |
| Bakhrom Khakimov    | Uzbekistan (bandiera) | 2006    |
| Vladimir Fomichyov  | Kazakistan (bandiera) | 2007    |
| Victor Kumykov      | Russia (bandiera)     | 2008-10 |
| Anatoliy Demyanenko | Ucraina (bandiera)    | 2010-11 |
| Ruziqul Berdiev     | Uzbekistan (bandiera) | 2012    |
| Usmon Toshev        | Uzbekistan (bandiera) | 2012-   |